# François Marque
François Marque (* 31. Juli 1983 in Troyes) ist ein französischer ehemaliger Fußballspieler. Der Linksfuß kam vorwiegend auf der Position des Innen- oder Linksverteidigers zum Einsatz.

## Karriere
François Marque begann seine Karriere 2002 bei RCS La Chapelle. Dort blieb er zwei Jahre und wechselte im Sommer 2004 zum FC Libourne-Saint-Seurin. 2004/05 kam er dort jedoch zu keinem Einsatz und wechselte deshalb nach der Saison zum FC Baulmes in die zweite Schweizer Liga. In eineinhalb Spielzeiten absolvierte er dort 45 Partien und erzielte einen Treffer.
Im Januar 2007 schloss er sich dem FC Basel an, mit dem er in der Super League spielte. Gleich in seinem ersten Jahr gewann er dort den Schweizer Cup. Im Folgejahr wiederholte er mit dem FC Basel den Cupsieg und wurde zudem Schweizer Fußballmeister. 2007/08 spielte er außerdem bereits im UEFA-Cup und in der Saison 2008/09 kam Marque auch zu Einsätzen in der UEFA Champions League. Obwohl der FC Basel dürftig abschnitt und Gruppenletzter wurde, gelangen Marque einige gute Partien. So trug er auch einen großen Teil dazu bei, dass die Mannschaft im Camp Nou ein 1:1 gegen den FC Barcelona erringen konnte. In der Saison 2009/10 kam Marque aufgrund eines Kreuzbandrisses zu keinem Einsatz in der Hinrunde. Im Testspiel gegen den FC Bayern München gab er im Januar sein Comeback.
Kurz darauf wechselte er zu Grenoble Foot in die erste französische Liga. Zum Saisonende stieg er mit dem Verein als Tabellenletzter in die Ligue 2 ab. Anschließend war er zwei Jahre für den SC Bastia aktiv, ehe er im Sommer 2013 zunächst vertragslos wurde. Am 15. Oktober 2013 unterschrieb er dann beim deutschen Drittligisten 1. FC Saarbrücken, für den er vier Tage später im Spiel beim MSV Duisburg erstmals auflief.
Am 30. November 2013 war eine Dopingprobe von ihm positiv. Er wurde deswegen vom DFB für sechs Spiele gesperrt. Marque wurde daraufhin am 25. Februar 2014 in Saarbrücken fristlos gekündigt.
Seit August 2015 ist er beim FC Le Mont-sur-Lausanne in der Schweizer Challenge League unter Vertrag. Hier spielte er bis Februar 2017 und absolvierte 39 Spiele. Direkt im Anschluss wechselte er nach Asien, wo er sich dem Brunei DPMM FC anschloss. Der Verein spielte in der höchsten singapurischen Liga, der S. League. Für DPMM absolvierte er zwei Erstligaspiele. Im März 2017 wurde sein Vertrag wieder aufgelöst. Bis Juni 2017 war er vertrags- und vereinslos. Im Juli 2017 nahm ihn der Schweizer Klub Yverdon-Sport FC unter Vertrag. Hier spielte er bis zu seinem Karriereende im Juni 2016.

## Titel und Erfolge
FC Basel
- Schweizer Meister: 2007/08
- Schweizer Cupsieger: 2006/07, 2007/08